# Châteauneuf-d'Ille-et-Vilaine
Châteauneuf-d'Ille-et-Vilaine är en kommun i departementet Ille-et-Vilaine i regionen Bretagne i nordvästra Frankrike. Kommunen ligger i kantonen Châteauneuf-d'Ille-et-Vilaine som tillhör arrondissementet Saint-Malo. År 2022 hade Châteauneuf-d'Ille-et-Vilaine 1 679 invånare.

## Befolkningsutveckling
Antalet invånare i kommunen Châteauneuf-d'Ille-et-Vilaine
Referens:INSEE